# Будь позитивним (телесеріал)
«Будь позитивним» (англ. B Positive) — американська комедія від Чака Лоррі та американського телеканалу CBS. Прем'єра серіалу відбулася 5 листопада 2020 року. 
Головний герой — лікар та нещодавно розлучений батько, якому необхідна пересадка нирки. Несподівано доноркою зголошується стати шалапутна колишня однокласниця, з якої вони не бачилися багато років.

## Список епізодів
| Сезон | Епізоди | Прем'єрний показ | Прем'єрний показ |
| Сезон | Епізоди | початок          | завершення       |
| ----- | ------- | ---------------- | ---------------- |
| 1     | 18      | 5 листопада 2020 | 13 травня 2021   |
| 2     | 16      | 14 жовтня 2021   | 10 березня 2022  |

## Актори та персонажі

### Головні
- Томас Мідлдітч у ролі Дрю Данбара, розлученого батька та терапевта, який потребує пересадки нирки та пожвавлення соціального життя
- Анналі Ешфорд у ролі Джини Дабровскі, колишньої знайомої Дрю зі школи, яка стає його донором, оскільки її кров дивним чином збігається з його кров'ю. Джина спочатку працює водієм мікроавтобуса в будинку для літніх людей «Веллі-Гіллз». У 2 сезоні вона несподівано отримує спадок від одного з літніх мешканців і вирішує купити будинок для похилих людей.
- Кетер Донаг'ю — Ґебі, найкраща подруга Джини, вечірниця, яка працює з нею в житловому будинку «Веллі-Гіллз»
- Сара Рю як Джулія Данбар (сезон 1; гостьова роль — сезон 2), колишня дружина Дрю, рієлторка, яка прагне піднятися по соціальних сходах; її розчарування у спробах змусити Дрю більше сприйняти її інтереси призвело до того, що вона завела роман, який призвів до їхнього розриву
- Іззі Джі (Ізабелла Гасперс) як Медді (Медлін) Данбар (сезон 1; гостьовий сезон 2), донька-підліток Дрю та Джулії
- Терренс Террелл у ролі Елі Рассела (сезон 1; повторювана роль — сезон 2), футболіста, який закінчив кар'єру, з оптимістичним характером, якого Дрю зустрічає під час лікування діалізом; у нього короткі романтичні стосунки з Джиною
- Девід Ентоні Гіґґінз у ролі Джеррі Платта (сезон 2; повторювана роль — сезон 1), розлученого стоматолога, який понад рік перебуває на діалізі. Він завжди «бачить склянку напівпорожньою», переконаний, що ніколи не знайде донора; коли він це робить, його організм відкидає донорську нирку. У 2 сезоні він падає через серцевий випадок і переїжджає до «Веллі-Гіллз» на реабілітацію
- Дерріл Стефенс у ролі Гідеона (сезон 2; повторювана роль — сезон 1), чуйного медбрата-ґея, який працює в центрі діалізу. Він дуже піклується про людей, яких лікує, часто втручаючись у їхнє особисте життя. Існує повторювана тема, коли Гедеон згадує себе від третьої особи. У 2-му сезоні він стає головним медбратом у «Веллі-Гіллз»
- Лінда Лавін у ролі Норми Голдман (сезон 2; повторювана роль — сезон 1), одна з пенсіонерок у житловому центрі «Веллі-Гіллз». Вона має материнські, турботливі стосунки із Джиною, але може бути досить роздратованою, безвідповідальною та вимогливою. Частково тісний зв'язок із Джиною пов'язаний із сумним фактом, що Норма та її донька (про яку згадується, але не показують у серіалі) віддалилися одна від одної